# Trenchtown Rock
Trenchtown Rock ist ein von Bob Marley komponierter und von den Wailers produzierter Song aus den späten 1960er Jahren.

## Hintergrund
Der Titel bezieht sich auf den Stadtteil Kingstons, in dem Marley aufwuchs. Es ist eines der wenigen Lieder, die Marley vor seinen Major-Label-Alben bei Island Records komponiert und aufgenommen hatte, jedoch auch in späteren Jahren bei Auftritten im Rahmen der Tourneen der Island-Alben regelmäßig spielte. (Seit dem Vertrag mit Island 1973 spielte Marley ansonsten meist nur die Lieder von den Island-Alben.)

## Versionen
Es gibt zwei offizielle Versionen: die Studioversion von 1971 auf dem Kompilationsalbum African Herbsman und die weit bekanntere Live-Aufnahme auf dem Album Live! von Marley. Trenchtown Rock wurde meist als erster Song eines Konzerts gespielt, teilweise auch als zweiter und nur sehr selten mitten im Set. Er war fester Bestandteil der Konzerte im Jahre 1975, wurde später jedoch seltener gespielt (einige Male 1976 und 1977 und jeweils einmal 1978 und 1980).
Die Studiofassung hat eine Dauer von knapp drei Minuten. Die Live-Version dauert etwa viereinhalb Minuten. Die Studio- und alle bekannten Live-Versionen haben die Tonart G-Dur.
Die Ska-Band Sublime coverte das Lied.